# АЭС Торнесс
АЭС Торнесс (англ. Torness Nuclear Power Station) — атомная электрическая станция на побережье Северного моря в 5 милях от городка Данбар в Ист-Лотиан на юго-востоке Шотландии. 
Станция является последней из атомных электростанций второго поколения с реакторами AGR, введённых в эксплуатацию в Великобритании. 
Строительство станции началось в 1980 году и в 1988 году оно было закончено. Станция имеет два энергоблока с газоохлаждаемыми реакторами типа AGR мощностью по 682 Мвт каждый.

## Информация об энергоблоках
| Энергоблок | Тип реакторов | Мощность | Мощность | Начало строительства | Физпуск    | Подключение к сети | Ввод в эксплуатацию | Закрытие |
| Энергоблок | Тип реакторов | Чистый   | Брутто   | Начало строительства | Физпуск    | Подключение к сети | Ввод в эксплуатацию | Закрытие |
| ---------- | ------------- | -------- | -------- | -------------------- | ---------- | ------------------ | ------------------- | -------- |
| Торнесс-1  | AGR           | 590 МВт  | 682 МВт  | 01.08.1980           | 25.03.1988 | 25.05.1988         | 25.05.1988          | —        |
| Торнесс-2  | AGR           | 595 МВт  | 682 МВт  | 01.08.1980           | 23.12.1988 | 03.02.1989         | 03.02.1989          | —        |